# 무하지르인
무하지르인(우르두어: مہاجر)은 1947년 파키스탄의 독립 이후에 인도의 여러 지역에서 다른 파키스탄으로 이주한 다민족 출신의 무슬림 이민자들과 그들의 후손들을 가리키는 용어이다. 2004년 기준으로 파키스탄에는 2,000만 명에 달하는 무하지르인이 거주하고 있다. 이들 가운데 다수가 모국어 수준에서는 서로 다른 언어를 사용하지만, 주로 우르두어를 사용하기 때문에 우르두어 사용자로 분류된다. 무하지르인이라는 용어는 일반적으로 파키스탄에서 신드주의 도시 지역에 정착한 인도에서 온 무슬림 이주민들을 가리킨다.

## 같이 보기
- 방글라데시의 파키스탄인